# Distrito de Huayllacayán
El distrito de Huayllacayán es uno de los quince que conforman la provincia de Bolognesi, ubicado en el departamento de Áncash, en el Perú.
Limita al norte con el distrito de Antonio Raymondi, al noreste con el distrito de Cajacay, al sur con la provincia de Ocros y al oeste con el distrito de Colquioc.
El distrito fue creado el 2 de enero de 1857 mediante Ley sin número y tiene una población estimada mayor a 1000 habitantes. Su capital es el centro poblado de Huayllacayán.

## Toponimia
Pudiera provenir este nombre de la verbalización Wayllatsay = formar cespedera. En este proceso: wayllatsay > wayllatsayan > wayllakayan.

## Autoridades

### Municipales
- 2015 - 2018[1]
  - Alcalde: Godofredo Anuncio Jara Padilla, del Partido democrático Somos Perú.